# 722. pehotni polk (Wehrmacht)
Za druge 722. polke glejte 722. polk.
722. pehotni polk (izvirno nemško Infanterie-Regiment 722) je bil eden izmed pehotnih polkov v sestavi redne nemške kopenske vojske med drugo svetovno vojno.

## Zgodovina
Polk je bil ustanovljen 11. aprila 1941 kot polk 15. vala na področju WK II iz delov 151. divizije; polk je bil dodeljen 702. pehotni diviziji.
Zgodaj poleti 1942 so bataljoni prejeli tankovskolovske vode.
15. oktobra 1942 je bil polk preimenovan v 722. grenadirski polk.